# Luxemburgo en los Juegos Olímpicos de Albertville 1992
Luxemburgo estuvo representado en los Juegos Olímpicos de Albertville 1992 por un deportista que compitió en el deporte de esquí alpino.  
El portador de la bandera en la ceremonia de apertura fue el esquiador Marc Girardelli.

## Medallistas
El equipo olímpico luxemburgués obtuvo las siguientes medallas:
| Nombre          | Deporte      | Competición       |
| --------------- | ------------ | ----------------- |
| Oro             |              |                   |
| —               |              |                   |
| Plata           |              |                   |
| Marc Girardelli | Esquí alpino | Eslalon gigante M |
| Marc Girardelli | Esquí alpino | Supergigante M    |
| Bronce          |              |                   |
| —               |              |                   |